# Супербоул LI
Супербоул LI (англ. Super Bowl LI) — 51-й матч Супербоула, решающая игра Национальной футбольной лиги в сезоне 2016 года. Матч прошёл 5 февраля на «NRG-стэдиум» в городе Хьюстон (штат Техас, США).
В матче получили право играть лучшая команда Американской футбольной конференции — «Нью-Ингленд Пэтриотс» и Национальной футбольной конференции — «Атланта Фэлконс».
В пятый раз победу в Супербоуле, впервые в истории завершившимся в овертайме, одержал «Нью-Ингленд Пэтриотс», обыграв «Атланту Фэлконс» 34-28 ОТ. Квотербек «Патриотов» Том Брэди был признан самым ценным игроком матча, совершив 43 точные передачи из 62 на 466 ярдов. А также стал вторым титулованым игроком лиги — пятикратным обладателем перстня чемпиона НФЛ.

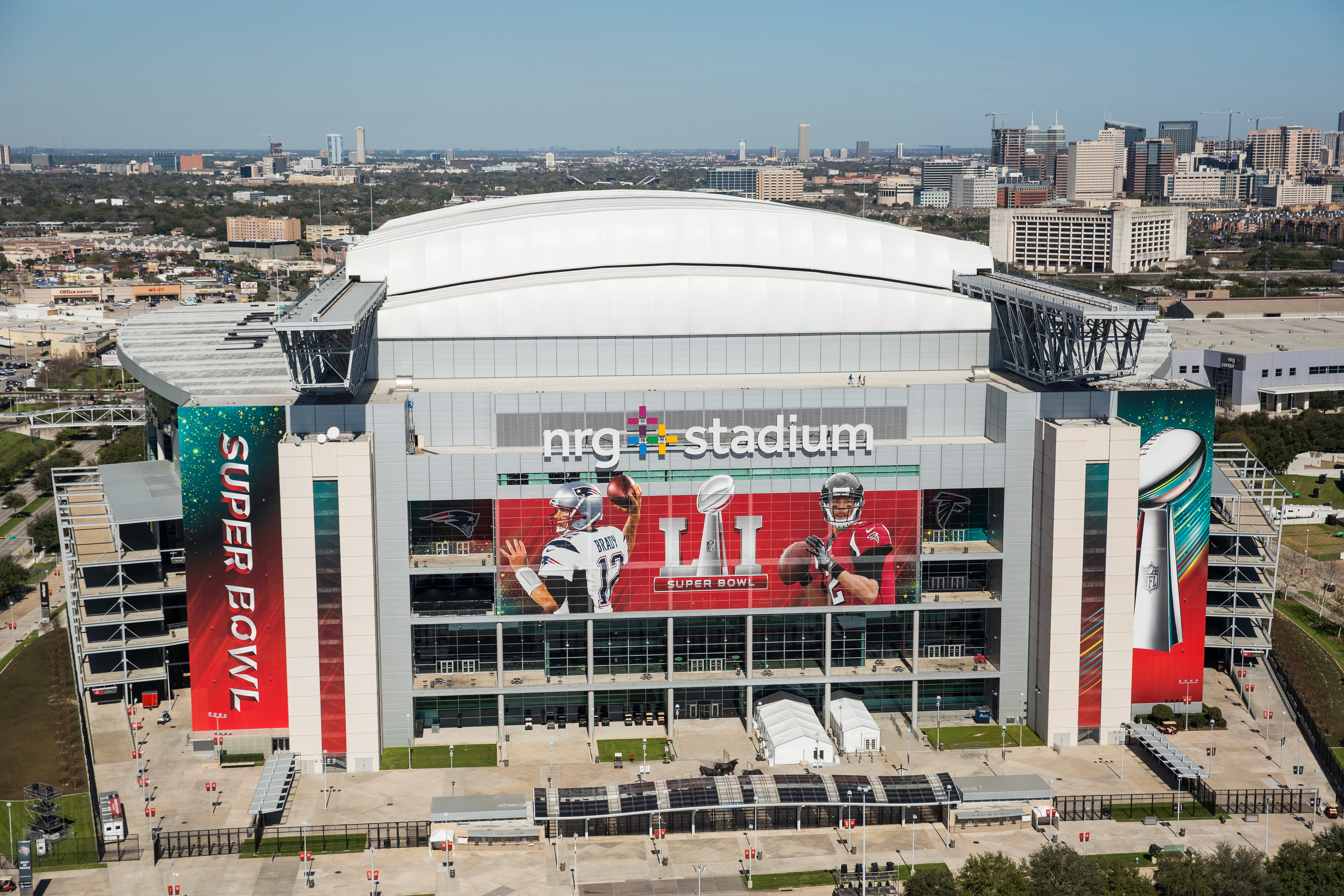
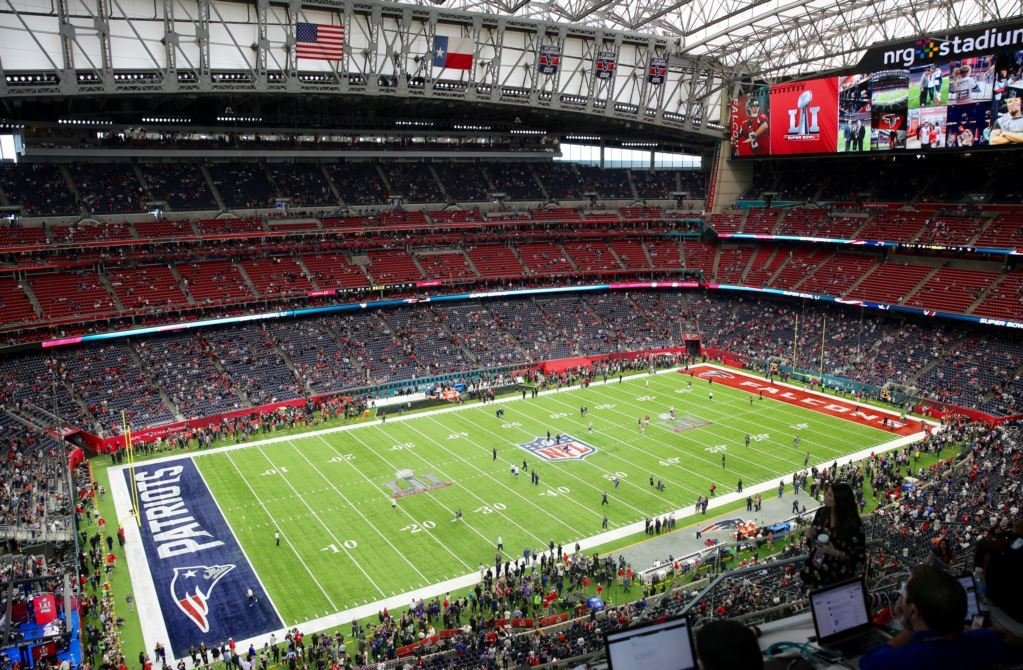
Стадион перед началом игры.
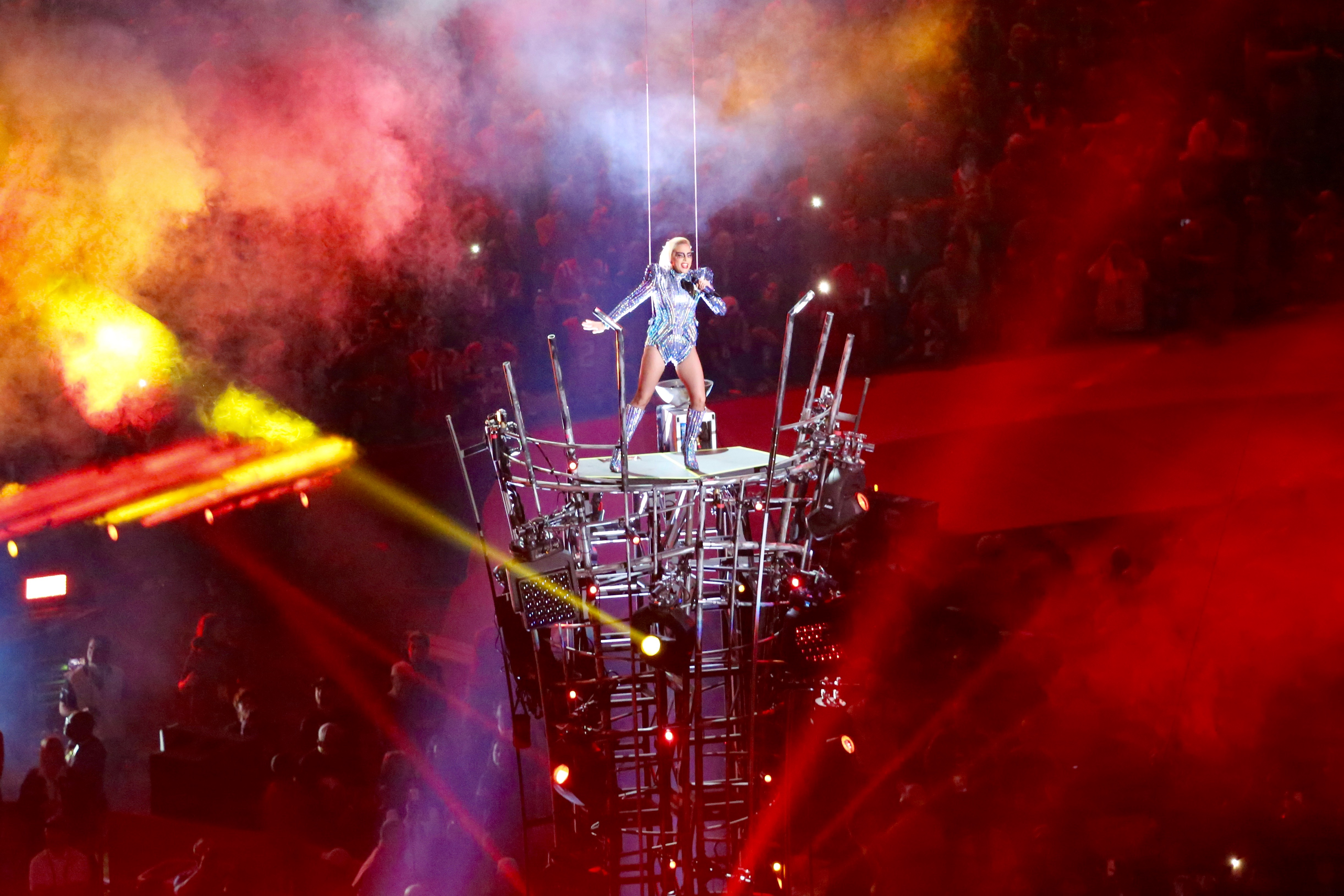
Шоу в перерыве с участием Леди Гага.
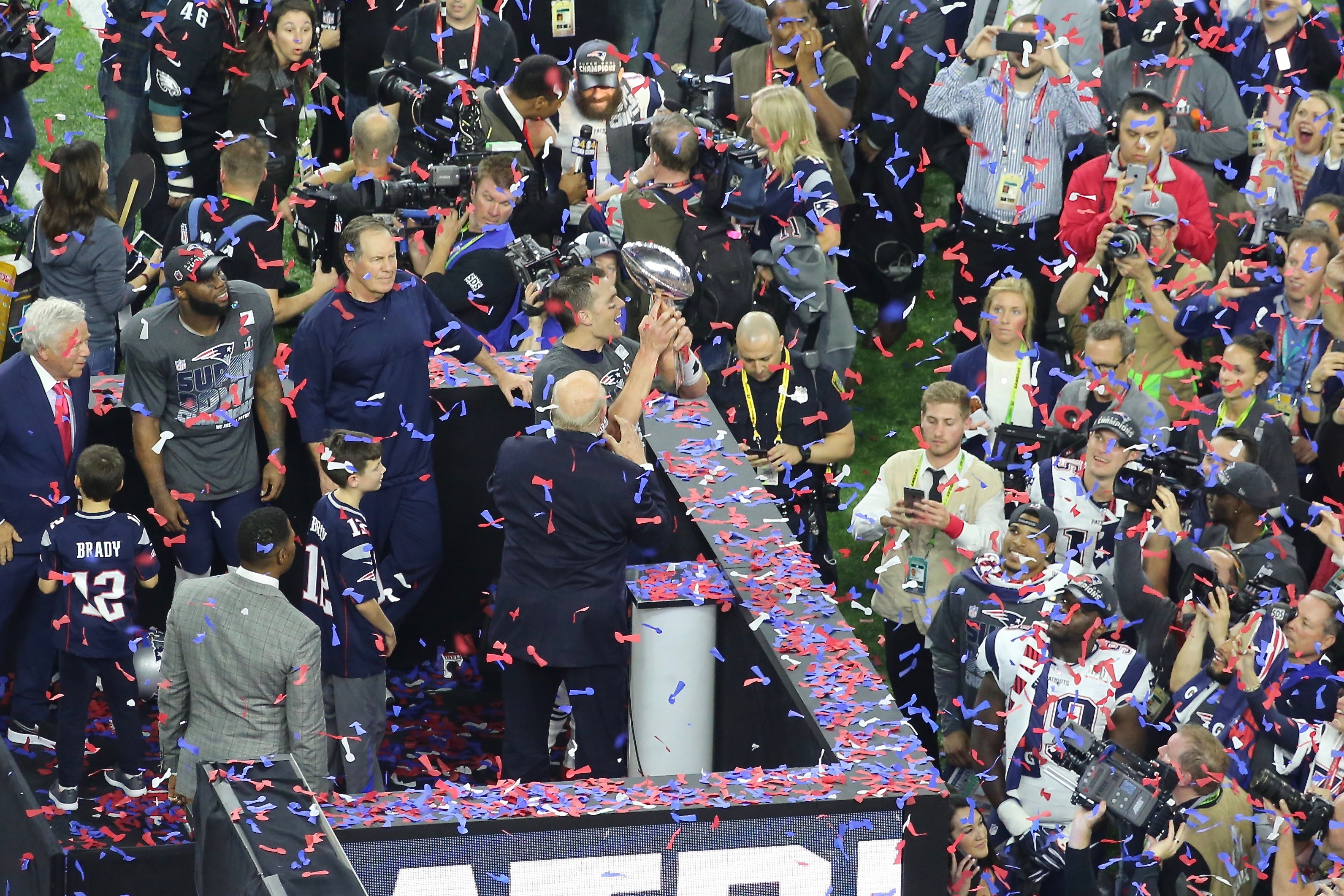
Том Брэди с кубком Винса Ломбарди.

## Ход матча
В первой четверти была нулевая ничья. Во второй четверти матча Атланта сумела набрать 21 очко. Семь из которых перехватом в тачдаун. Патриоты ушли на перерыв только с филд голом. В третьей четверти Атланта увеличивает преимущество до 28-3. Патриоты делают тачдаун, но не забивают экстрапоинт делая счет 9-28. Нью-Ингленд пробует удар в бок (англ. onside kick), но удар заканчивается не удачно. Тем не менее Патриоты сократили отрыв до 20-28. Патриоты отбились и смогли получить мяч на собственной 9-ярдовой линии с тремя минутами до конца. За 58 секунд до конца матча Нью-Ингленд сравнивает счет 28-28, удачно сыграв 2-х очковую реализацию. Дальше игра перешла в овертайм, где Патриоты выиграют подброс монеты и получат мяч на собственной 25-ярдовой линии. Примерно за четыре минуты Патриоты сделают тачдаун, который выигрывает игру. Впервые в истории Супербоула команда отыграла 25 очков.